# Irving (Illinois)
Irving es una villa ubicada en el condado de Montgomery en el estado estadounidense de Illinois. En el Censo de 2010 tenía una población de 495 habitantes y una densidad poblacional de 227,52 personas por km².

## Geografía
Irving se encuentra ubicada en las coordenadas 39°12′19″N 89°24′20″O / 39.20528, -89.40556. Según la Oficina del Censo de los Estados Unidos, Irving tiene una superficie total de 2.18 km², de la cual 2.18 km² corresponden a tierra firme y (0%) 0 km² es agua.

## Demografía
Según el censo de 2010, había 495 personas residiendo en Irving. La densidad de población era de 227,52 hab./km². De los 495 habitantes, Irving estaba compuesto por el 97.98% blancos, el 0% eran afroamericanos, el 0.81% eran amerindios, el 0% eran asiáticos, el 0% eran isleños del Pacífico, el 0% eran de otras razas y el 1.21% pertenecían a dos o más razas. Del total de la población el 2.22% eran hispanos o latinos de cualquier raza.